# 완다 데 헤수스

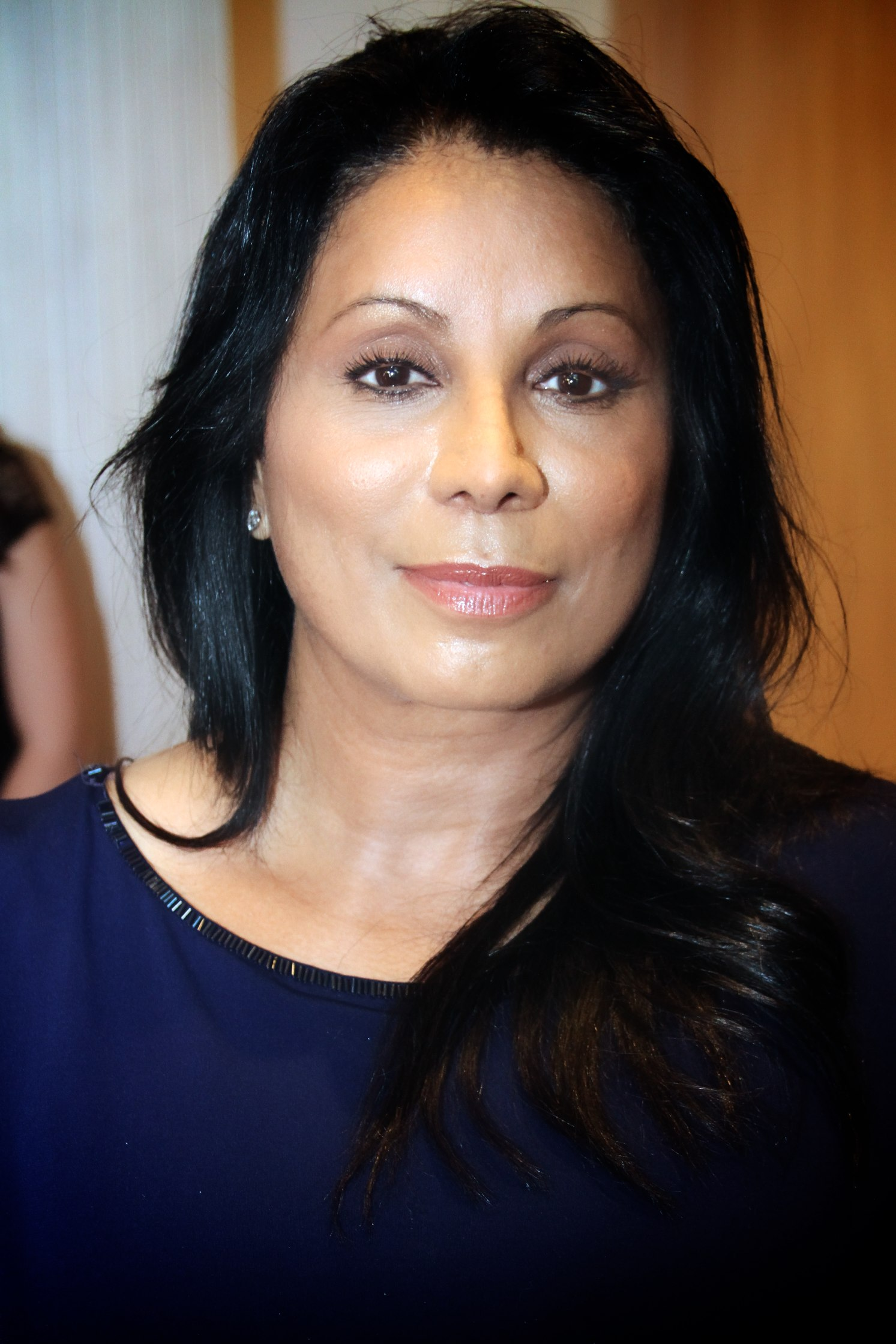

완다 데 헤수스(Wanda De Jesus, 1958년 8월 26일 ~ )는 미국의 배우, 텔레비전 배우, 영화배우이다.
맨해튼에서 태어났다.

## 영화
- 더 미너스터스 (2009년)
- 일레갈 텐더 (2007년)
- 블러드 워크 (2002년)
- CSI - 마이애미 (2002년)
- 화성의 유령들 (2001년)
- 플로리스 (1999년) - 카렌 역
- 욕망의 골드 코스트 (1997년)
- 초보 형사 JJ (1994년)
- 다운타운 (1990년)
- 로보캅 2 (1990년)